# واد الجمعة (ولاية غليزان)
وادي الجمعة هي بلدية بولاية غليزان الجزائرية. وتقع شرق عاصمة الولاية وتبعد عنها حوالي 15كم تتربع البلدية على مساحة قدرها 179كم² وتضم بدورها حوالي 23480 نسمة

## تسمية
أعيد تسميتها بعد الإستقلال نسبة إلى الوادي الذي يمر من خلالها. بعدما كانت تسمي فيري في عهد الاستعمار الفرنسي للجزائر نسبة لجول فيري السياسي الفرنسي.

## جغرافيا

### مناخ
يقع على ارتفاع متوسطه 70 مترًا في الواجهة الغربية من القارة الأفريقية ، ويحتوي هذه المنطقة (المناخ المصنفة على BSH شبه القاحلة) 5 ، على مناخ شبه رديء ، مع درجات حرارة أكثر تساهلاً خارج فترات الصيف المتاخمة في 42 درجة مئوية ، مع سعة حرارية تزيد عن 20 درجة مئوية هطول الأمطار منخفضة والرياح عمومًا معتدلة ولكنها ساخنة بشكل كبير في الصيف.

## تاريخ

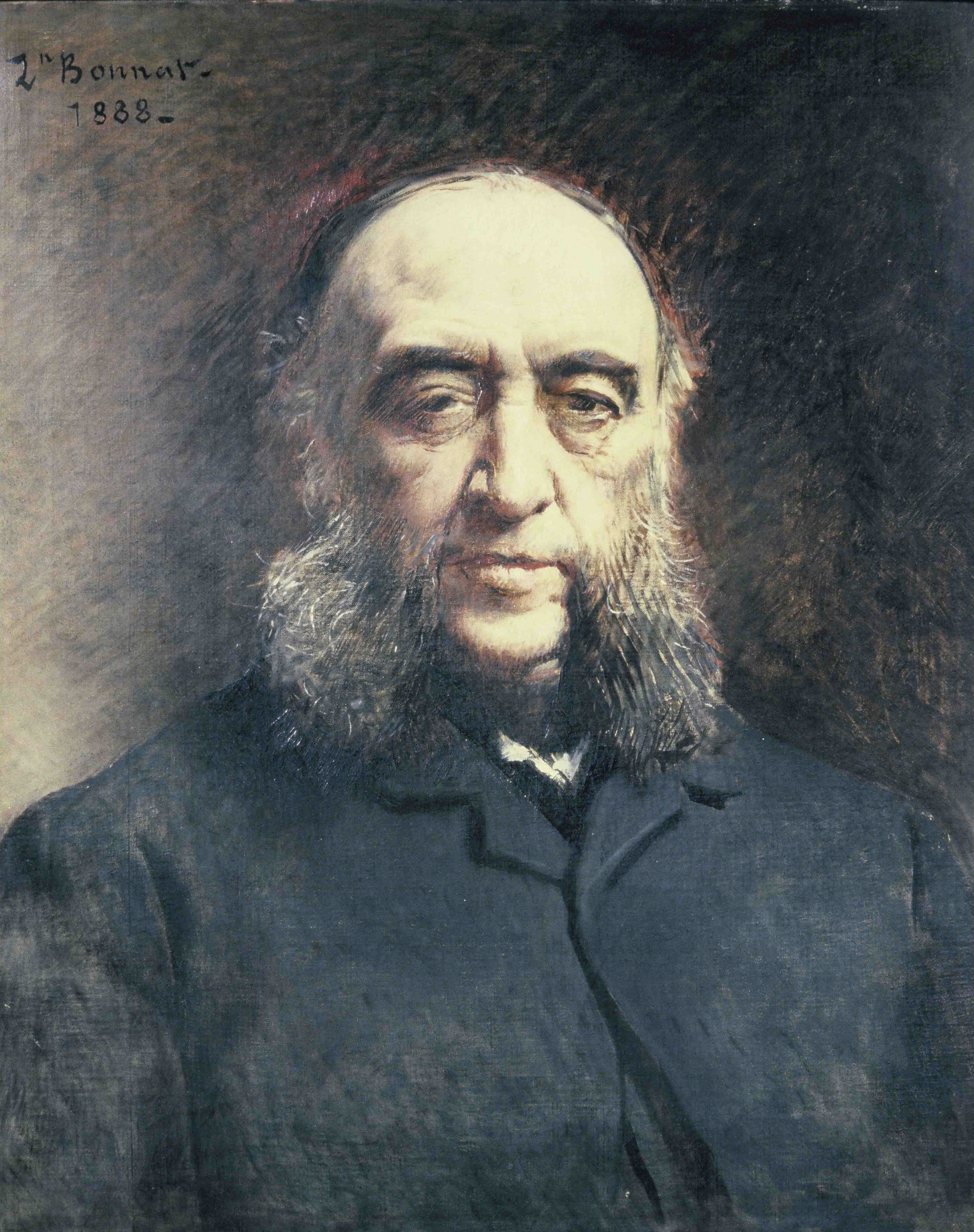
جول فيري

### العهدالإستعماري

#### التأسيس
أسست سلطات الإحتلال الفرنسي مركز إستطاني في الأهلية البلدية وادي الجمعة 14 جويلية 1876م  بعد أن إجتمعت اللجنة البلدية المختلطة بغليزان بتاريخ :23 ماي 1876 وأقرت رأي جماعة الدوار الأهلي

#### التوسعة
وبحلول عام 1894  تم توسعت المركز بأمر من الحاكم العام وأطلق عليه إسمفيري تيمنا  بالراحل جول فيري Jules François Camille Ferry
وشهد المركز تطورا ديموغرافيا من  قبل الكولون
| السنوات    | 1882 | 1886 | 1891 | 1896 | 1901 |
| ---------- | ---- | ---- | ---- | ---- | ---- |
| عدد السكان | 58   | 124  | 282  | 157  | 265  |

#### الثورة التحريرية
كانت هذه البلدية مسرحا للعديد من الأعمال العدائية ضد القوات العسكرية الفرنسية. كان الصراع الأكثر دموية هو صراع دوار الديليلة الذي وقع عام 1958 حيث وقعت عناصر من جيش التحرير الوطني في كمين أعده الجيش الفرنسي. وما زالوا قادرين على اللجوء إلى بستان التين الشوكي بالقرب من الدوار المذكور، لكن تم إرسال تعزيزات إلى مكان الحادث وتم تطويق الحقل بالكامل، وبعد عدة ساعات من تبادل إطلاق النار، صدر الأمر للدبابات بالتحرك، تم بعد ذلك جمع ودفن جثث تسعة جنود من جيش التحرير الوطني لا يمكن التعرف عليها وممزقة تمامًا

## نسيج عمراني

### دواوير
- شحارير
- أولاد سي الطاهر
- عراربة
- مدادحة
- مواهبة
- دلايلية
- أولاد  بن شحرور
- الحمر
- السوايمية
- معايزية
- مفاتحية
- شهايدية
- بلعيد
- غمايزية
- غنانمة
- سيافة
- الحاسي
- العرايسية
- قدادرة
- هلايلية
- أولاد قانة
- الحمايد
- شتاونية
- بن أجمد
- الموامنية
- أولاد الجيلالي
- بني الشيخ

## إقتصاد

### الزراعة
وادي الجمعة هي بلدية زراعية ، معروفة على المستوى الوطني من خلال جودة وكمية الحمضيات ، هناك العديد من الأصناف ، مثل طمسون ، كليمونتين ، برتقال أحمر ، والتي تنتهي الموسم نحو بدايات الصيف. يعد إنتاج الحبوب مهمًا للغاية في هذه المنطقة ، تمتد حقول القمح من العطاء والقمح على جانبي المدينة ، وتهيمن على البطاطس  إلى حد كبير على زراعة الخضروات .

### الصناعة
تم تطوير منطقة نشاط جنوب المدينة ، بهدف امتصاص البطالة وزيادة العمالة في المدينة. 
- Enasel13
- Naftal
- الشركة الصينية المسؤولة عن مراقبة الطريق السريع
- ويتم تثبيت بعض مصانع الطحين في جميع أنحاء المدينة.

## مواصلات
- الطريق الوطني رقم 04
- الطريق الوطني رقم 23
- الطريق السيار شرق غرب
- الطريق الولائي رقم 20
- محطة سكك الحديدية للبضائع